# كورت راب
كورت راب (بالألمانية: Kurt Raab)‏ (و. 1941 – 1988 م) هو كاتب سير ذاتية، وكاتب سيناريو، وممثل مسرحي، وممثل أفلام، ومصمم الإنتاج، ومصمم أزياء، وممثل تلفزي ألماني، توفي في هامبورغ، عن عمر يناهز 47 عاماً.

## جوائز
حصل على جوائز منها:

جائزة الفيلم الألماني ‏

## وصلات خارجية
- كورت راب على موقع IMDb (الإنجليزية)
- كورت راب على موقع مونزينجر (الألمانية)
- كورت راب على موقع ألو سيني (الفرنسية)
- كورت راب على موقع ميوزك برينز (الإنجليزية)
- كورت راب على موقع أول موفي (الإنجليزية)
- كورت راب على موقع قاعدة بيانات الأفلام السويدية (السويدية)
- كورت راب على موقع ديسكوغز (الإنجليزية)
- كورت راب على موقع قاعدة بيانات الفيلم (الإنجليزية)
- كورت راب على موقع كينوبويسك (الروسية)